# 金平复叶耳蕨
金平复叶耳蕨（学名：Arachniodes jinpingensis）也称狭长复叶耳蕨、河口复叶耳蕨、坚直复叶耳蕨，为鳞毛蕨科复叶耳蕨属下的一个种。生长在山谷林下阴湿处；海拔1700m左右。
其种加词“jinpingensis”意为“云南金平的”。